# 新沟镇街道
新沟镇街道，是中华人民共和国湖北省武汉市东西湖区下辖的一个乡镇级行政单位。

## 行政区划
新沟镇街道下辖以下地区：
新镇社区、荷花社区、燕岭社区、县河大队村、涢口大队村、新沟大队村、水口大队村、一大队村、二大队村、三大队村、四大队村、五大队村和六大队村。